# Gestió de la demanda energètica
La gestió de la demanda energètica, també coneguda com a gestió del costat de la demanda (DSM) o resposta del costat de la demanda (DSR), és la modificació de la demanda d'energia dels consumidors mitjançant diversos mètodes com ara incentius financers i canvis de comportament a través de l'educació.
Normalment, l'objectiu de la gestió de la demanda és animar el consumidor a utilitzar menys energia durant les hores punta o a traslladar el temps de consum d'energia a hores vall, com ara la nit i els caps de setmana. La gestió de la demanda màxima no necessàriament disminueix el consum total d'energia, però es podria esperar que redueixi la necessitat d'inversions en xarxes i/o centrals elèctriques per satisfer les demandes màximes. Un exemple és l'ús d'unitats d'emmagatzematge d'energia per emmagatzemar energia durant les hores vall i descarregar-la durant les hores punta.
Una aplicació més recent per a la DSM és ajudar els operadors de xarxa a equilibrar la generació variable de les unitats eòliques i solars, especialment quan el moment i la magnitud de la demanda d'energia no coincideixen amb la generació renovable. Els generadors que es posen en funcionament durant els períodes de demanda màxima solen ser unitats de combustibles fòssils. Minimitzar-ne l'ús redueix les emissions de diòxid de carboni i altres contaminants.
El terme DSM es va encunyar després de la crisi energètica de 1973 i la crisi energètica de 1979. Els governs de molts països van exigir l'execució de diversos programes per a la gestió de la demanda. Un exemple primerenc és la Llei de política nacional de conservació d'energia de 1978 als Estats Units, precedida per accions similars a Califòrnia i Wisconsin. La gestió de la demanda va ser introduïda públicament per l'Electric Power Research Institute (EPRI) a la dècada del 1980. Avui dia, les tecnologies DSM esdevenen cada cop més factibles a causa de la integració de la tecnologia de la informació i les comunicacions i el sistema elèctric, nous termes com ara la gestió integrada del costat de la demanda (IDSM) o la xarxa intel·ligent.

## Operació
La indústria elèctrica americana originalment depenia en gran manera de les importacions d'energia estrangera, ja fos en forma d'electricitat consumible o de combustibles fòssils que després s'utilitzaven per produir electricitat. Durant la crisi energètica dels anys setanta, el govern federal va aprovar la Llei de polítiques reguladores de serveis públics (PURPA), amb l'esperança de reduir la dependència del petroli estranger i promoure l'eficiència energètica i les fonts d'energia alternatives. Aquesta llei va obligar les companyies elèctriques a obtenir l'energia més barata possible de productors d'energia independents, cosa que al seu torn va promoure les energies renovables i va animar les companyies elèctriques a reduir la quantitat d'energia que necessitaven, impulsant així les agendes d'eficiència energètica i gestió de la demanda.
El consum d'electricitat pot variar dràsticament a curt i mitjà termini, depenent dels patrons meteorològics actuals. Generalment, el sistema elèctric a l'engròs s'adapta als canvis en la demanda despatxant més o menys generació. No obstant això, durant els períodes de màxima demanda, la generació addicional sol ser subministrada per fonts menys eficients ("de màxima demanda"). Malauradament, el cost financer i ambiental instantani de l'ús d'aquestes fonts "en els moments més àlgids" no es reflecteix necessàriament en el sistema de preus minoristes. A més, la capacitat o la voluntat dels consumidors d'electricitat d'adaptar-se als senyals de preus alterant la demanda (elasticitat de la demanda) pot ser baixa, sobretot en períodes de temps curts. En molts mercats, els consumidors (especialment els clients minoristes) no s'enfronten a preus en temps real, sinó que paguen tarifes basades en els costos mitjans anuals o altres preus construïts.
Les activitats de gestió de la demanda d'energia intenten apropar la demanda i el subministrament d'electricitat a un òptim percebut i ajudar a oferir als usuaris finals d'electricitat beneficis per reduir la seva demanda. En el sistema modern, l'enfocament integrat de la gestió de la demanda és cada cop més comú. L'IDSM envia automàticament senyals als sistemes d'usuari final per alleujar la càrrega en funció de les condicions del sistema. Això permet un ajustament molt precís de la demanda per garantir que coincideixi amb l'oferta en tot moment, i redueix les despeses de capital de la companyia elèctrica. Les condicions crítiques del sistema poden ser les hores punta, o en zones amb nivells d'energia renovable variables, durant els moments en què la demanda s'ha d'ajustar a l'alça per evitar la sobregeneració o a la baixa per ajudar amb les necessitats creixents.
En general, els ajustaments a la demanda poden produir-se de diverses maneres: mitjançant respostes a senyals de preus, com ara tarifes diferencials permanents per a les hores de nit i de dia o dies d'ús ocasionals amb preus elevats, canvis de comportament aconseguits a través de xarxes d'àrea domèstica, controls automatitzats com ara amb aparells d'aire condicionat controlats a distància o amb ajustos de càrrega permanents amb electrodomèstics d'alta eficiència energètica.

## Fonaments lògics
La demanda de qualsevol producte pot ser modificada per accions dels actors del mercat i del govern (regulació i impostos). La gestió de la demanda d'energia implica accions que influeixen en la demanda d'energia. El DSM es va adoptar originalment en l'electricitat, però avui dia s'aplica àmpliament també a serveis públics com l'aigua i el gas.
Reduir la demanda d'energia és contrari al que tant els proveïdors d'energia com els governs han estat fent durant la major part de la història industrial moderna. Mentre que els preus reals de diverses formes d'energia han anat disminuint durant la major part de l'era industrial, a causa de les economies d'escala i la tecnologia, l'expectativa de futur és la contrària. Anteriorment, no era irraonable promoure l'ús d'energia, ja que es podien preveure fonts d'energia més abundants i barates en el futur o el proveïdor havia instal·lat un excés de capacitat que es faria més rendible amb l'augment del consum.
En les economies centralment planificades, la subvenció de l'energia era una de les principals eines de desenvolupament econòmic. Les subvencions a la indústria de subministrament energètic encara són habituals en alguns països.
Contràriament a la situació històrica, es preveu que els preus i la disponibilitat de l'energia es deteriorin. Els governs i altres actors públics, si no els mateixos proveïdors d'energia, tendeixen a emprar mesures de demanda d'energia que augmentaran l'eficiència del consum d'energia.

## Tipus
- Eficiència energètica: utilitzar menys energia per dur a terme les mateixes tasques. Això implica una reducció permanent de la demanda mitjançant l'ús d'electrodomèstics de càrrega intensiva més eficients, com ara escalfadors d'aigua, neveres o rentadores.[8]
- Resposta a la demanda: Qualsevol mètode reactiu o preventiu per reduir, aplanar o desplaçar la demanda. Històricament, els programes de resposta a la demanda s'han centrat en la reducció dels pics per ajornar l'alt cost de construir capacitat de generació. No obstant això, ara s'estan buscant programes de resposta a la demanda per ajudar a canviar també la forma de la càrrega neta, càrrega menys la generació solar i eòlica, per tal d'ajudar a la integració de l'energia renovable variable. La resposta a la demanda inclou totes les modificacions intencionades dels patrons de consum d'electricitat dels clients finals que tenen com a objectiu alterar el moment, el nivell de demanda instantània o el consum total d'electricitat.[9] La resposta a la demanda fa referència a una àmplia gamma d'accions que es poden dur a terme al costat del client del comptador d'electricitat en resposta a condicions particulars dins del sistema elèctric (com ara la congestió de la xarxa en períodes punta o els preus alts), inclòs l'IDSM esmentat anteriorment.[10]
- Demanda dinàmica: Avança o retarda els cicles de funcionament de l'aparell uns segons per augmentar el factor de diversitat del conjunt de càrregues. El concepte és que, mitjançant la monitorització del factor de potència de la xarxa elèctrica, així com dels seus propis paràmetres de control, les càrregues intermitents individuals s'encendrien o s'apagarien en moments òptims per equilibrar la càrrega general del sistema amb la generació, reduint els desajustos crítics de potència. Com que aquest canvi només avançaria o retardaria el cicle de funcionament de l'aparell uns segons, passaria desapercebut per a l'usuari final. Als Estats Units, el 1982, es va concedir una patent (ara caducada) per a aquesta idea a l'enginyer de sistemes d'energia Fred Schweppe. Aquest tipus de control dinàmic de la demanda s'utilitza freqüentment per a aparells d'aire condicionat. Un exemple d'això és el programa SmartAC a Califòrnia.[11]
- Recursos energètics distribuïts: La generació distribuïda, també energia distribuïda, generació in situ (OSG) o energia de districte/descentralitzada, és la generació i l'emmagatzematge d'electricitat realitzats per una varietat de petits dispositius connectats a la xarxa anomenats recursos energètics distribuïts (DER). Les centrals elèctriques convencionals, com ara les centrals de carbó, gas i nuclears, així com les preses hidroelèctriques i les grans centrals solars, estan centralitzades i sovint requereixen que l'energia elèctrica es transmeti a llargues distàncies. En canvi, els sistemes DER són tecnologies descentralitzades, modulars i més flexibles, que es troben a prop de la càrrega que serveixen, tot i que tenen capacitats de només 10 megawatts (MW) o menys. Aquests sistemes poden comprendre múltiples components de generació i emmagatzematge; en aquest cas es coneixen com a sistemes d'energia híbrids. Els sistemes DER solen utilitzar fonts d'energia renovables, com ara petites centrals hidroelèctriques, biomassa, biogàs, energia solar, energia eòlica i energia geotèrmica, i cada cop tenen un paper més important en el sistema de distribució d'energia elèctrica. Un dispositiu connectat a la xarxa per a l'emmagatzematge d'electricitat també es pot classificar com a sistema DER, i sovint s'anomena sistema d'emmagatzematge d'energia distribuït (DESS). Mitjançant una interfície, els sistemes DER es poden gestionar i coordinar dins d'una xarxa intel·ligent. La generació i l'emmagatzematge distribuïts permeten la recollida d'energia de moltes fonts i poden reduir els impactes ambientals i millorar la seguretat del subministrament.